# A.I. – Trí tuệ nhân tạo
A.I. Artificial Intelligence (viết tắt là A.I.) là một phim điện ảnh chính kịch khoa học viễn tưởng của Mỹ năm 2001 do Steven Spielberg đạo diễn. Kịch bản phim do Spielberg và Ian Watson viết dựa trên truyện ngắn "Supertoys Last All Summer Long" của Brian Aldiss. Phim do Kathleen Kennedy, Spielberg và Bonnie Curtis đồng chịu trách nhiệm sản xuất. Phim có sự tham gia của Haley Joel Osment, Jude Law, Frances O'Connor, Brendan Gleeson và William Hurt. Lấy bối cảnh một xã hội thời hậu biến đổi khí hậu trong tương lai, A.I. kể về câu chuyện của David (Osment), một android hình cậu bé được lập trình đặc biệt có khả năng biết yêu thương.